# Ulrich Thieme

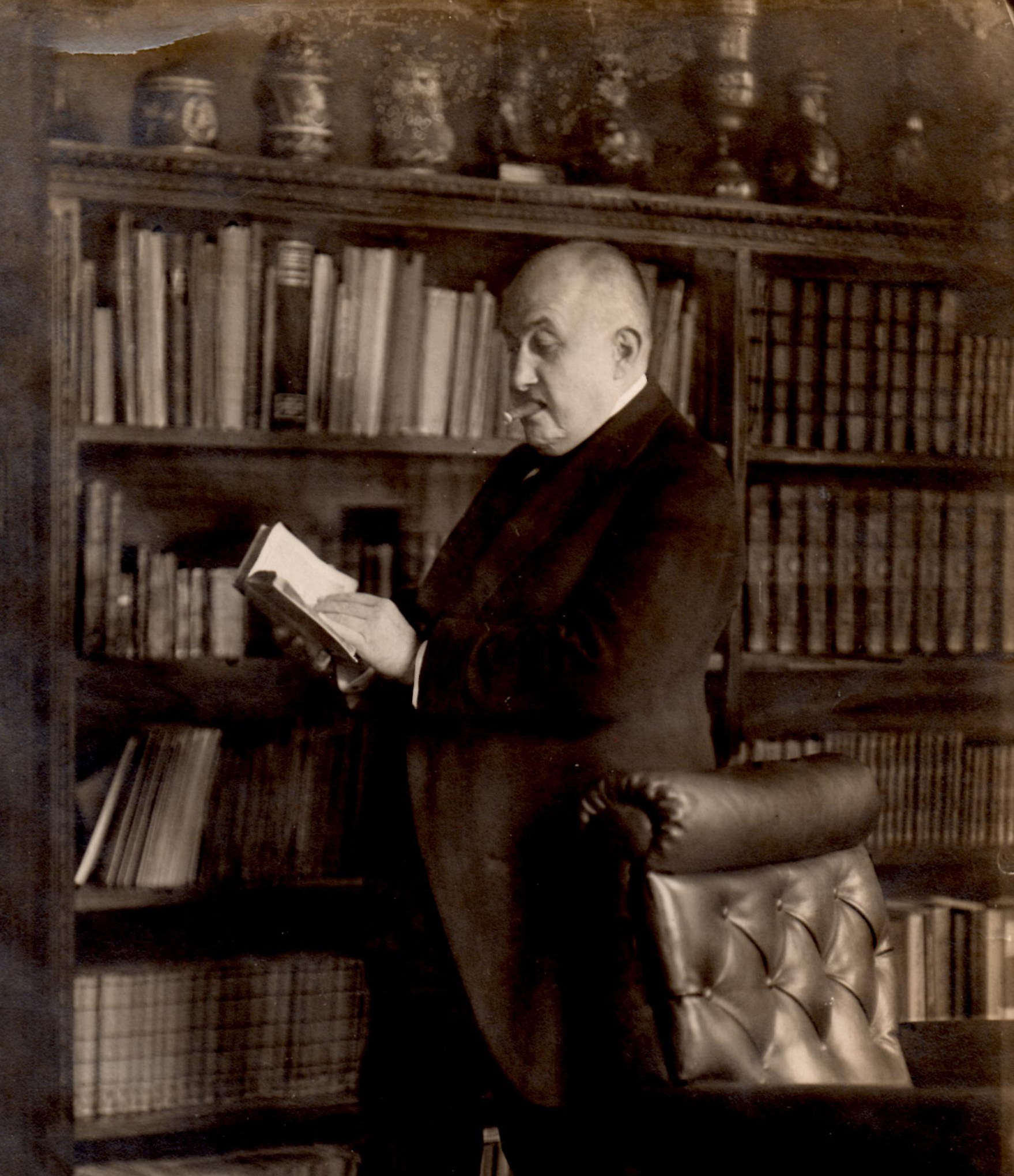
Ulrich Thieme

Ulrich Thieme (ur. 31 stycznia 1865 w Lipsku, zm. 25 marca 1922 tamże) – niemiecki historyk sztuki, inicjator i współredaktor słownika Allgemeines Lexikon der bildenden Künstler von der Antike bis zur Gegenwart.
Studiował historię sztukę w Lipsku, obronił się w 1892 na podstawie rozprawy o Hansie Schäufeleinie, napisanej pod kierunkiem Antona Springera. W 1898 rozpoczął prace nad słownikiem biograficznym artystów, współpracując z Feliksem Beckerem.